# Бертенсон, Сергей Львович
Сергей Львович Бертенсон (1885, Териоки, Выборгская губерния — 1962, Голливуд, США) — российский библиограф, историк литературы и театра, переводчик, музыковед, сценарист.

## Биография
Родился 2 июля 1885 года в Териоках. Окончил историко-филологический факультет Санкт-Петербургского университета, после чего служил в отделе при Министерстве Императорского двора, ведающем хозяйственной частью Императорских дворцов, театров и музеев.
С 1909 года состоял членом Неофилологического общества.
В период Первой мировой войны — помощник делопроизводителя Кабинета Его Императорского Величества, помощник секретаря Общества защиты и сохранения в России памятников искусства и старины, состоял для поручений при главноуполномоченном Северного района Российского общества Красного креста.
В 1917 году, при Временном правительстве, заведовал постановочной частью Государственных Петроградских театров.
С 1918 года был приглашен К. С. Станиславским и В. И. Немировичем-Данченко в Московский художественный театр, где проработал секретарём дирекции, заведующим труппой; позднее — заместителем директора Музыкальной студии при Художественном театре. Гастролировал с группой артистов МХТ по территории Добровольческой армии, Грузии и Западной Европе, а затем со всем театром и его Музыкальной студией по Европе и Америке. В период пребывания Немировича-Данченко в США (1925—1928) был его секретарём. 30 июня в 1928 года отправился из Ленинграда в заграничный отпуск, став «невозвращенцем». Посетил Берлин, где 31 июля принял предложение Джозефа Скэнка стать его секретарём и в августе прибыл в США. В Голливуде участвовал в создании сценариев работая в компании United Artists.
В 1940-е годы редактировал книгу М. А. Чехова, за что автор выразил С. Бертенсону благодарность в предисловии к изданию.
В 1942 году содействовал С. В. Рахманинову в организации его отдыха в Калифорнии, бывал у него.
Умер в США 14 марта 1962 года.

### Семья
Отец — Лев Бернардович Бертенсон (1850—1929), лейб-медик.
Мать — Ольга Аполлоновна Скальковская-Бертенсон (1855—1941), дочь историка члена-корреспондента Санкт-Петербургской академии наук Аполлона Александровича Скальковского; выпускница Петербургской консерватории, сопрано Мариинского театра.
Её брат, Константин Аполлонович Скальковский (1843—1906), горный инженер и знаток балета, оказал большое влияние на формирование художественного вкуса Сергея Бертенсона.
Братья:
- Борис, погиб при Цусиме в 1905 году;
- Михаил (1882—1933), морской офицер, капитан 2-го ранга, окончил Морской корпус[17].

Сестра.

## Избранные труды
- Бертенсон С. Л. Барон Н. Н. Врангель и русское прошлое // Венок Врангелю от Общества защиты и сохранения в России памятников искусства и старины : [Сб.]. — Петроград: тип. Сириус, 1916. — С. 23-42.
- Бертенсон С. Л. Библиографический указатель литературы о Гоголе за 1900—1909 гг. [Вып. 1]. — СПб.: тип. Имп. Акад. наук, 1910. — 42 с. — (Отт. из : Изв. Отд-ния рус. яз. и словесности Акад. наук. — 1909. — Т. 14, Кн. 4).
- Бертенсон С. Л. В Голливуде с В. И. Немировичем-Данченко, 1926—1927 / По материалам архива С. Л. Бертенсона составил К. Аренский. — [Monterey, Calif.]: K. Arensburger, 1964. — 166 с.
- Бертенсон С. Л. Вокруг искусства. — Голливуд (Калифорния): Б. и., 1957. — 413 с.
- Бертенсон С. Л. Дед русской сцены : О жизни и деятельности Ивана Ивановича Сосницкого. — Петроград: скл. изд. в кн. маг. И. И. Митюрникова, 1916. — 176 с. — (Напеч. также в: Ежегодник имп. театров. — 1914, в. 3-7).
- Бертенсон С. Л. К библиографии материалов о Гоголе : Вып. [2]-4. — СПб.: тип. Имп. Акад. наук, 1911—1917. — 10+9+11 с. — (Отт. из : Изв. Отд-ния рус. яз. и словесности Акад. наук. — 1912. — Т. 17, Кн. 2; 1914. — Т. 19, Кн. 2; 1917. — Т. 22, Кн. 1. — С. 26-36).
- Бертенсон С. Л. Павел Александрович Катенин : Лит. материалы. — СПб.: тип. «Сириус», 1909. — 74 с.
- Бертенсон С. Л. Опыт библиографического указателя гоголевской юбилейной литературы. — СПб., 1903. — 11 с. — (К библиографии материалов о Гоголе. Отд. отт. из журн. «Лит. вестн.», 1903, № 3).
- Бертенсон С. Л. «Ссора Ивана Ивановича с Иваном Никифоровичем» : Сцены в 3 картинах из повести Н. В. Гоголя : (Переделка С. Бертенсона). — СПб.: типо-лит. А. Маркова, 1901. — 24 с. — (Написано от руки. Литогр.).
- Бертенсон С. Л., Гогель К. С. Год на войне. 1914—1915 : Красный крест на Сев.-Зап. фронте. — Петроград: Гос. тип., 1915. — 60 с.
- Bertensson S., Leyda J. Sergei Rachmaninoff, a lifetime in music. — New York: New York University Press, 1956. — 464 p.
  - . — Bloomington: Indiana University Press, 2001. — 464 p. — ISBN 0253338174. ISBN 0253214211
- The Musorgsky reader; a life of Modeste Petrovich Musorgsky in letters and documents / Ed. and translated by J. Leyda and S. Bertensson. — New York: Da Capo Press, 1970 [c1947]. — 474 p. — ISBN 0306715341.